# Parade of the Award Nominees
Parade of the Award Nominees är en amerikansk animerad kortfilm med Musse Pigg från 1932.

## Handling
Filmen handlar om hur Musse Pigg och hans vänner presenterar flera av 1930-talets Hollywood-stjärnor.

## Om filmen
Filmen är speciellt producerad för Oscarsgalan 1932 och visades inte på bio.
1993 gavs filmen ut på Laserdisc.